# الجرين (رباط الحوارة)
الجرين

تعديل مصدري - تعديل

الجرين محلة تابعة لقرية رباط الحوارة، التابعة لعزلة المفتاح الاعلى بمديرية النادرة إحدى مديريات محافظة إب في الجمهورية اليمنية، بلغ تعداد سكانها 23 حسب تعداد اليمن لعام 2004.